# Атлетико Акриано
«Атле́тико Акриа́но» (порт. Atlético Acreano) — бразильский спортивный клуб из столицы штата Акри города Риу-Бранку. Наиболее известен благодаря выступлениям своей футбольной команды.

## История
Клуб был основан 27 апреля 1952 года под названием «Бейрут» выходцами из Сирии и Ливана; название было дано в честь столицы последнего государства. Довольно скоро для привлечения большего числа болельщиков клуб был переименован в «Атлетико Акриано». В первый же год своего существования новая команда стала чемпионом штата Акри, повторив этот результат в следующем году. Следующих успехов команда добилась в 1960-е годы, также дважды выиграв Лигу Акриано. Третий период успехов пришёл на стыке 1980-х и 1990-х годов — команда выиграла чемпионат штата в 1987 и 1991 годах. В 1992 году «Атлетико Акриано» занял 20-е место в бразильской Серии C, а в 1995 году — 105-е место. На тот момент Серия C была низшим дивизионом в структуре лиг чемпионата Бразилии.
В 2016—2017 годах клуб довёл число своих побед в Лиге Акриано до восьми, выйдя по этому показателю на четвёртое место в истории регионального чемпионата. В 2017 году команда к тому же добилась лучшего для себя результата на общебразильской арене за последние четверть века, заняв третье место в Серии D и добившись права выступать в Серии C в следующем году.
Перед ответной игрой 1/4 финала с «Сан-Жозе» футболисты «Атлетико Акриано», за неимением душа на базе Федерации футбола штата Акри, проводили физическое восстановление в огромном баке для воды, наполненном кусками льда. В результате «бело-голубые» сыграли вничью 1:1 и благодаря победе в первой игре в гостях 1:0 вышли в полуфинал Серии D. Большая часть состава команды состояла из 22-летних футболистов, играющих вместе под руководством одного тренера (Алваро Мигейса) с 2009 года — с детско-юношеских команд. Зарплатный бюджет на 25 игроков в «Атлетико Акриано» составлял 60 тыс. долларов США, что было одним из самых низких показателей во всей Серии D. Больше половины игроков также работали в других местах — среди них были, в частности, учитель физкультуры, продавец и административный помощник.

## Титулы и достижения
- Чемпион штата Акри (9): 1952, 1953, 1962 (Совместно с «Риу-Бранку»), 1968, 1987, 1991, 2016, 2017, 2019
- Чемпион штата Акри по баскетболу (8): 1991, 1992, 1997, 1998, 1999, 2001, 2002, 2006
- Чемпион штата Акри по гандболу (1): 2003